# Scelolophia exanimaria
Scelolophia exanimaria är en fjärilsart som beskrevs av Dyar 1913. Scelolophia exanimaria ingår i släktet Scelolophia och familjen mätare. Inga underarter finns listade.